# آلیدا والی
آلیدا ماریا لورا آلتن برگر (به ایتالیایی: Alida Maria Laura Altenburger) (زاده ۳۱ مه ۱۹۲۱ – درگذشته ۲۲ آوریل ۲۰۰۶) که برخی اوقات به‌طور مختصر با نام والی (Valli) در تیتراژ فیلم‌ها معرفی می‌شد، یک بازیگر ایتالیایی بود که در بیش از ۱۰۰ فیلم سینمایی از جمله در دنیای کوچک قدیمی (ماریو سولداتی)، قضیه پارادین (آلفرد هیچکاک)، ما زندگان (آین رند)، مرد سوم (کارول رید)، فریاد (میکل‌آنجلو آنتونیونی)، احساس  (لوکینو ویسکونتی) و سوسپیریا (داریو آرجنتو) ظاهر شد.

## زندگی و حرفه
والی در سال ۱۹۲۱ در پولا در ایستریا زاده شد. او در مرکز تجربیات سینمایی رم آموزش دید. بازی در سینما را از سال ۱۹۳۶ آغاز کرد. والی در سال ۱۹۴۳ به علت رد پیشنهاد بازی در فیلم‌های تبلیغاتی فاشیستی به مدت دو سال در مخفیگاه به‌سر برد. او همچنین در تئاتر (از جمله در تئاتر رم و فیلادلفیا) و در فیلم‌ها و مجموعه‌های تلویزیونی نیز به بازی پرداخت.

## گزیده فیلم‌شناسی

### سینما
- مانون لسکو (۱۹۴۰)
- ورای عشق (۱۹۴۰)
- معشوقه پنهانی (۱۹۴۱)
- دنیای کوچک قدیمی (۱۹۴۱)
- خاطرات دخترمدرسه‌ای (۱۹۴۱)
- زنجیرهای ناپیدا (۱۹۴۲)
- ترانهٔ زندگی (۱۹۴۵)
- قضیه پارادین (۱۹۴۷)
- معجزه زنگ‌ها (۱۹۴۸)
- مرد سوم (۱۹۴۹)
- معجزه فقط یکبار اتفاق می‌افتد (۱۹۵۰)
- عشاق تولدو (۱۹۵۲)
- ما زن‌ها (۱۹۵۳)
- احساس (۱۹۵۴)
- فریاد (۱۹۵۷)
- گوهرفروشان مهتاب (۱۹۵۸)
- سدی روی اقیانوس آرام (۱۹۵۸)
- چشمان بدون چهره (۱۹۵۹)
- غیبتی چنین طولانی (۱۹۶۱)
- افلیا (۱۹۶۲)
- دزدان خوشحال (۱۹۶۲)
- ادیپ شهریار (۱۹۶۷)
- استراتژی عنکبوت (۱۹۷۰)
- نخستین شب آرامش (۱۹۷۲)
- دراکولای مهربان (۱۹۷۴)
- این ویکتور عزیز (۱۹۷۵)
- ۱۹۰۰ (۱۹۷۶)
- گذرگاه کاساندرا (۱۹۷۷)
- سوسپیریا (۱۹۷۷)
- اغواکننده (۱۹۷۸)
- جنایت بی‌نقص (۱۹۷۸)
- راهبه قاتل (۱۹۷۹)
- دوزخ (۱۹۸۰)[۱]
- یک ماه در کنار دریاچه(۱۹۹۵)

### تلویزیون
- جنایت‌های شخصی (۱۹۹۳)